# Adzire Lindemann
Adzire Lindemann (Dizy-Magenta, 22 août 1882 - Ravensbrück, 9 mars 1945) est une résistante française, membre de Combat Zone Nord.

## Biographie
Avec Maurice Jubert, Thérèse Baton, Louis Durand et sa fille Geneviève, et sa propre belle-fille, Gilberte, Mme Lindemann travaille au secrétariat du journal Les Petites Ailes de France, dans le faux cabinet d’assurances installé par Robert Guédon, dans l’immeuble du 176 quai Louis-Blériot (XVIe) dont elle est la gardienne.
Le 30 novembre 1941, quand elle est arrêtée, en même temps que sa belle-fille, Gilberte Lindemann, les enquêteurs de la Geheime Feldpolizei proposent de la relâcher immédiatement, contre promesse d’une future coopération. Emprisonnée au Cherche-Midi, elle est déportée à la prison de Sarrebruck, en vertu du décret Nacht und Nebel.
Le 13 octobre 1943 elle est condamnée à 4 ans de travaux forcés par le 2e sénat du Volksgerichtshof.
Emprisonnée au bagne de Lubeck, puis à Cottbus, la vieille dame meurt d’épuisement au camp de Ravensbrück, le 9 mars 1945.

## Sources
- Archives nationales.
- Musée de la Résistance et de la Déportation de Besançon.
- BDIC (Nanterre).